# National Stock Exchange
 (avril 2016).
Si vous disposez d'ouvrages ou d'articles de référence ou si vous connaissez des sites web de qualité traitant du thème abordé ici, merci de compléter l'article en donnant les références utiles à sa vérifiabilité et en les liant à la section « Notes et références ».
Ne doit pas être confondu avec Bourse de Bombay.
La National Stock Exchange (NSE, hindi : राष्ट्रीय शेअर बाज़ार) est une bourse située à Bombay en Inde. Elle est née en 1992 et est devenue la bourse la plus puissante avec cinq bureaux dans les principales agglomerations du pays. 